# Anne Weiss

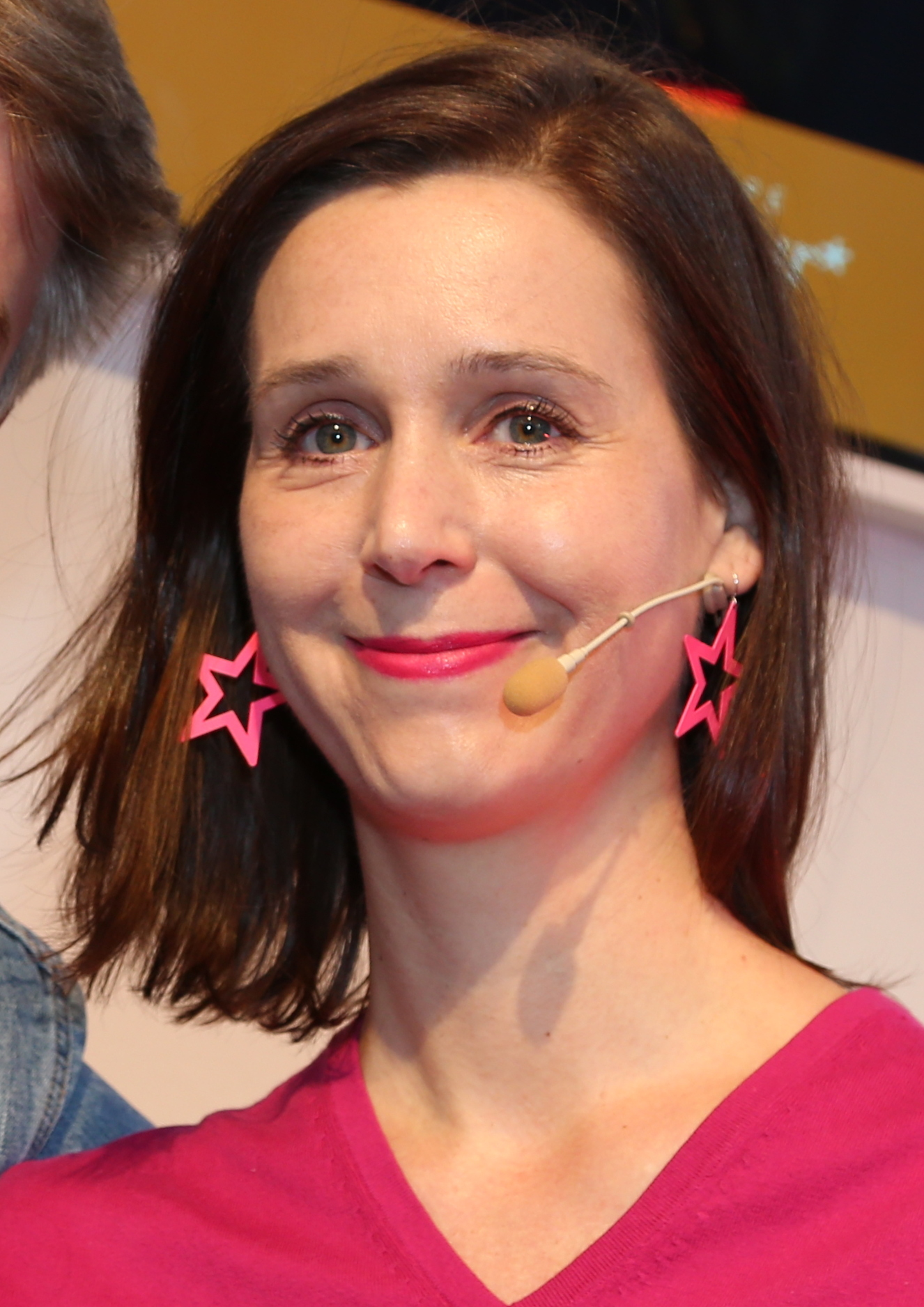
Anne Weiss (2016)

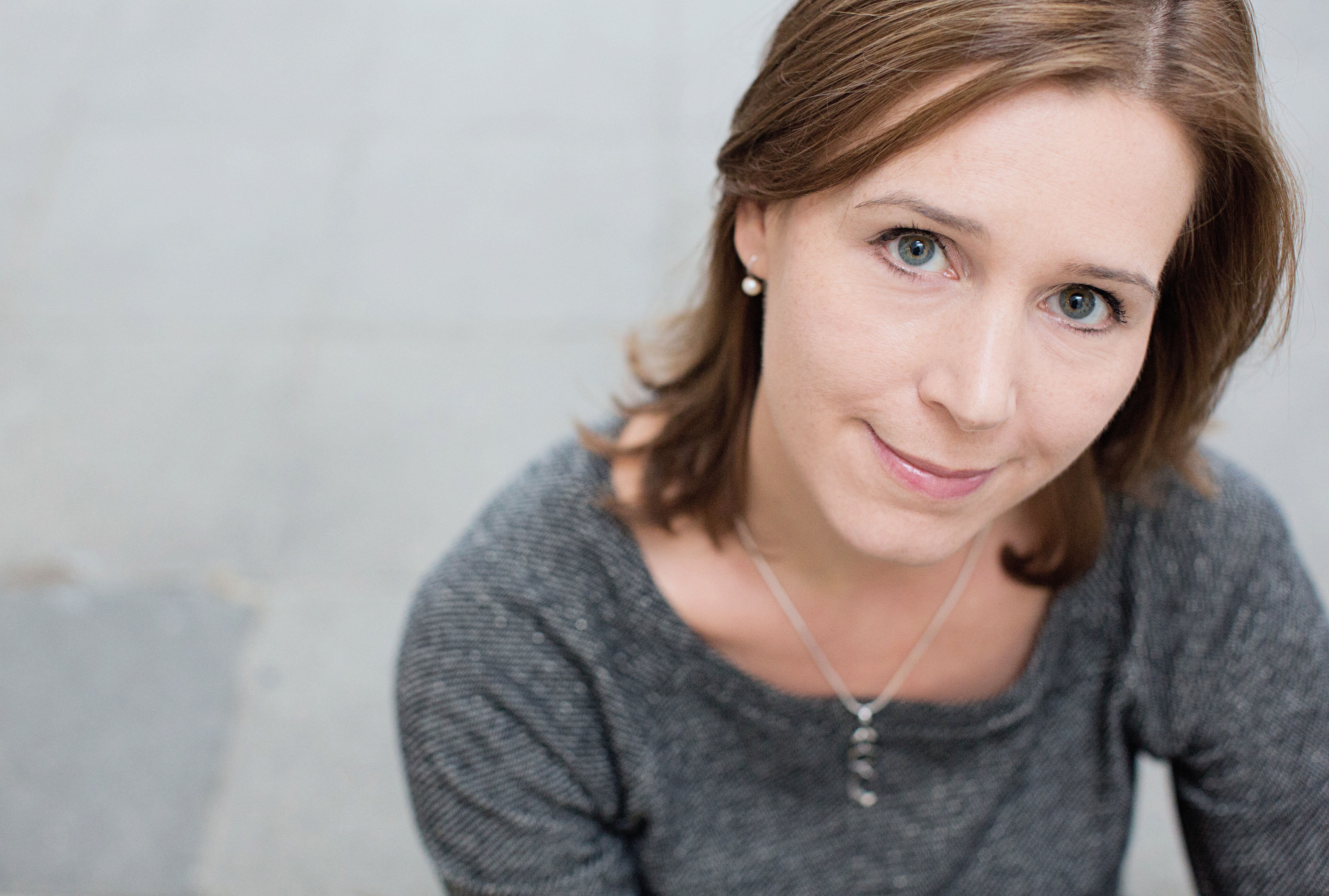
Anne Weiss (2012)

Anne Weiss, Pseudonym von Ann-Kathrin Schwarz (* 1974 in Bremen), ist eine deutsche Autorin.

## Werdegang
Ann-Kathrin Schwarz studierte Anglistik, Germanistik und Kulturwissenschaften mit dem Abschluss Magister in Bremen und Coleraine. Nach Volontariaten im Eichborn Verlag und bei Kiepenheuer & Witsch arbeitete sie als Lektorin in den Verlagen Bastei Lübbe und Ullstein. 2012 übernahm sie gemeinsam mit Jan F. Wielpütz (alias Stefan Bonner) die Leitung der Bastei Lübbe Academy, in der sie auch Workshops zum Schreiben leitete. Im April 2014 gründeten beide ein Textbüro in Köln. Inzwischen lebt sie als Autorin, Ghostwriterin und Coach in Berlin.

## Veröffentlichungen
Zusammen mit Stefan Bonner veröffentlichte die Autorin 2008 das Sachbuch Generation Doof, das zwei Jahre lang auf der Spiegel-Bestsellerliste stand und eine Generation beschreibt, die angeblich durch Konsum, Medienüberfluss und Kritiklosigkeit geprägt ist. Das Buch wurde kontrovers besprochen: Irene Jung fand im Hamburger Abendblatt, es zeige „Symptome für eine Gesellschaft, die zu verblöden droht“ Marcel Krombusch schrieb in Der Westen, es sei „lustig getextet, aber doch mit ernstem Fingerzeig“. Ernst Horst charakterisierte in der FAZ das Buch als „banal und vulgär“, schrieb, die Autoren hätten „ein sehr einfaches Weltbild“ und zweifelte an der Verlagsentscheidung, das Buch als Sachbuch zu veröffentlichen. Literaturkritiker Hellmuth Karasek stellte in der Sendung Johannes B. Kerner fest: „Der Sound der Generation. Ein bemerkenswertes Buch.“ „Generation Doof“ stand 2015 auf Platz 18 der Spiegel-Jahrzehntbestseller.
Das Nachfolgebuch Doof it Yourself, das im April 2009 erschien, wurde ebenfalls zum Spiegel-Bestseller, genauso wie Heilige Scheiße (2011), Betamännchen (2014) und Wir Kassettenkinder (2016). Im Dezember 2014 und Januar 2015 führte Anne Weiss gemeinsam mit Switch-Comedienne Petra Nadolny den Blog „Shiva Colonia“ über ihre gemeinsame Reise durch Indien. Sie schrieb eine Kolumne im Tauchmagazin Unterwasser, verfasst Artikel für die Zeitschrift Federwelt und auch für die Rubrik einestages bei Spiegel Online. In ihrem 2019 erschienenen Sachbuch Generation Weltuntergang widmen sich Stefan Bonner und Anne Weiss dem Thema Klimawandel. Mit Carola Rackete schrieb sie das Buch Handeln statt hoffen.
Die Autorin lebt nach eigenen Angaben minimalistisch, vegan und nachhaltig, über ihren Lebensstil und ihr Engagement veröffentlichte sie ein autobiografisches Buch mit dem Titel Mein Leben in drei Kisten.

## Engagement
Zusammen mit dem Verband deutscher Schriftstellerinnen und Schriftsteller (VS) organisiert sie die Initiative Writers for Future, die sich mit der Schülerbewegung Fridays for Future solidarisch erklärte und deren Anliegen unterstützt. Im Mai 2021 verantwortete sie im Namen von Writers for Future zusammen mit dem VS, den Parents for Future und Leipzig fürs Klima das Programm der ersten deutschen Klimabuchmesse. Sie ist Teil der Jury des Literaturwettbewerbs Klimazukünfte 2050.

## Bühnenshow
Im März 2009 waren Anne Weiss und Stefan Bonner mit einem Programm zu ihrem Buch auf Bühnentour durch Deutschland, der Generation Doof Show. Zu den Veranstaltungsorten gehörten das Savoy Theater in Düsseldorf, das St. Pauli Theater in Hamburg, der Kaisersaal Erfurt, das Tipi Berlin und das Gloria Köln.

## Werke

### Als Autorin und Co-Autorin
- mit Stefan Bonner: Generation Doof. Wie blöd sind wir eigentlich? Bastei Lübbe Taschenbuch 2008, ISBN 978-3-404-60596-5.
- mit Stefan Bonner: Doof it Yourself. Erste Hilfe für die Generation Doof. Bastei Lübbe Paperback 2009, ISBN 978-3-7857-6005-5.
- mit Stefan Bonner: Heilige Scheiße. Wären wir ohne Religion wirklich besser dran? Bastei Lübbe Taschenbuch 2011, ISBN 978-3-404-60187-5.
- Meine hat den größten (mit Stefan Bonner), in: Moritz Kienast (Hrsg.): I hate/heart Berlin. Unsere überschätzte Hauptstadt. Lübbe Hardcover 2011, ISBN 978-3-431-03847-7.
- Lieber ein ganzer Mann als ein halber Hahn, in: Und immer war’s die Frau fürs Leben. Hrsg. von Stefanie Heinen und Daniela Schuld. Bastei Lübbe Taschenbuch 2013, ISBN 978-3-404-16813-2.
- mit Stefan Bonner: Betamännchen. Sind die Männer noch zu retten? Bastei Lübbe Taschenbuch 2014, ISBN 978-3-404-60784-6.
- mit Stefan Bonner: Wir Kassettenkinder. Eine Liebeserklärung an die Achtziger. Knaur Verlag 2016, ISBN 978-3-426-65598-6.
- mit Stefan Bonner: Planet Planlos. Sind wir zu doof, die Welt zu retten? Knaur Verlag 2017, ISBN 978-3-426-21432-9.
- mit Stefan Bonner: Generation Weltuntergang. Warum wir schon mitten im Klimawandel stecken, wie schlimm es wird und was wir jetzt tun müssen. Droemer Taschenbuch 2019, ISBN 978-3-426-30198-2.
- Mein Leben in drei Kisten. Wie ich den Krempel rauswarf und das Glück reinließ. Knaur Paperback 2019, ISBN 978-3-426-79060-1.
- mit Carola Rackete: Handeln statt hoffen. Aufruf an die letzte Generation. Droemer 2019, ISBN 978-3-426-27826-0.
- Nachhaltigkeit ist die Jutetasche des 21. Jahrhunderts (mit Stefan Bonner und Alexandra Hildebrandt), in: Klimawandel in der Wirtschaft. Warum wir ein Bewusstsein für Dringlichkeit brauchen. Hrsg. von Alexandra Hildebrandt, Springer Gabler 2020, ISBN 978-3-662-60349-9
- mit Bettina Schuler: Das Weltretter-ABC. Schlag's einfach nach - clevere Tipps für dein wunderbar nachhaltiges Leben. mvg 2022, ISBN 978-3-747-40406-5.
- Frauen am Rande des Oderbruchs, in: Zukunft Mikromobilität. Wie wir nachhaltig in die Gänge kommen: Ein Rad-Geber. Hrsg. von Alexandra Hildebrandt und Claudia Silber. Büchner Verlag 2022, ISBN 978-3-963-17313-4
- Mit dem Glücksdrachen am Schreibtisch. Wie wir besser über die Klimakrise schreiben, in: Klimazukünfte 2050. Geschichten unserer gefährdeten Welt. Hirnkost-Verlag 2023, ISBN 978-3-949-45293-2
- Der beste Platz zum Leben. Wie ich loszog, ein Zuhause zu finden, das zukunftstauglich ist und glücklich macht. Knaur Paperback 2023, ISBN 978-3-426-28603-6
- Zwischen den Grenzen des Wachstums und grenzenloser Phantasie, in: Klimazukünfte 2050. Wie werden wir leben? (Band 2). Hirnkost-Verlag 2025, ISBN 978-3-988-57132-8

### Hörbücher
- Generation Doof. Wie blöd sind wir eigentlich? (Lübbe Audio 2008; Sprecher: Christoph Biemann) ISBN 978-3-785-73361-5.
- Doof it Yourself. Erste Hilfe für die Generation Doof (Lübbe Audio 2009; Sprecherin: Enie van de Meiklokjes) ISBN 978-3-785-73817-7.
- Wir Kassettenkinder. Eine Liebeserklärung an die Achtziger. (audio media verlag 2016; Sprecher: Christoph Maria Herbst) ISBN 978-3-956-39145-3.
- Generation Weltuntergang. Warum wir schon mitten im Klimawandel stecken, wie schlimm es wird und was wir jetzt tun müssen, ABOD Verlag 2019, ISBN 978-3-954-71610-4
- Mein Leben in drei Kisten. Wie ich den Krempel rauswarf und das Glück reinließ (Audible Studios 2019; Sprecherin: Susanne Grawe)
- Der beste Platz zum Leben. Wie ich loszog, ein Zuhause zu finden, das zukunftstauglich ist und glücklich macht (Audible Studios 2023; Sprecherin: Susanne Grawe)